# Alaskakette
Die Alaskakette (englisch Alaska Range) ist die südliche Hauptkette der Kordilleren in Alaska. Sie bildet einen Bogen von der Alaska-Halbinsel im Südwesten, wo sie bei den Chigmit Mountains in die Alëutenkette (englisch Aleutian Range) übergeht, bis etwa zur Grenze zum kanadischen Territorium Yukon im Osten, wo sie mit den Wrangell Mountains in die zu den nordamerikanischen Coast Mountains gehörende Eliaskette übergeht. Ihre maximale Ausdehnung beträgt rund 800 km. Im Gegensatz zu den beiden vorgenannten Gebirgen wird die Alaskakette nicht zu den pazifischen Küstengebirgen gezählt.
Der Gebirgszug, deren höchster Berg der 6168 m hohe Denali (Mount McKinley) ist, bildet zugleich die kontinentale Wasserscheide zwischen dem Beringmeer im Nordwesten und dem Golf von Alaska im Süden.
Untergeordnete Gebirgszüge der Alaskakette sind die West Alaska Range mit dem 2996 m hohen Mount Hesperus, die Tordrillo Mountains mit dem 3479 m hohen Mount Torbert, die West-Central Alaska Range mit dem Denali, die Hayes Range mit dem 4216 m hohen Mount Hayes und die Delta Range mit dem 3139 m hohen Mount Kimball. Im Nordosten werden der Alaskakette noch die Gebirgsgruppen der Mentasta Mountains und Nutzotin Mountains hinzugerechnet.
In der Alaskakette befinden sich zahlreiche Naturschutzgebiete, vor allem der seit 1917 bestehende Denali-Nationalpark im Nordwesten und der 1980 eingerichtete, über 16.000 km² große Lake-Clark-Nationalpark im Südwesten. Der am südöstlichen Rand der Alaskakette gelegene Wrangell-St.-Elias-Nationalpark, der zusammen mit dem kanadischen Kluane-Nationalpark zum Weltnaturerbe der UNESCO gehört, wird großteils der Eliaskette zugerechnet.
| Rang | Gipfel                   | Meereshöhe | Schartenhöhe | Dominanz |
| ---- | ------------------------ | ---------- | ------------ | -------- |
| 1    | Denali                   | 6168 m     | 6118 m       | 7450 km  |
| 2    | Mount Foraker            | 5304 m     | 2195 m       | 23 km    |
| 3    | Peak 15800               | 4816 m     | 61 m         | 1 km     |
| 4    | East Buttress            | 4459 m     | 161 m        | 2 km     |
| 5    | Mount Hunter             | 4442 m     | 1409 m       | 11 km    |
| 6    | Mount Hayes              | 4216 m     | 3500 m       | 205 km   |
| 7    | Kahiltna Peaks-East      | 4097 m     | 452 m        | 5 km     |
| 8    | Mount Hunter-Middle Peak | 4084 m     | 152 m        | 1 km     |
| 9    | The Fin                  | 4054 m     | 153 m        | 5 km     |
| 10   | Mount Silverthrone       | 4029 m     | 987 m        | 13 km    |